# 살균법
살균법(殺菌法)은 수술을 통한 세균 감염을 막는 방법 중 하나이다. 병원부패(病院腐敗)'라는 말로 표현되는 수술 후의 화농과 사망, 그리고 출산 후의 산욕열(産褥熱)에 의한 높은 사망률은 19세기 중엽까지는 큰 공포의 대상이었다. 병원 미생물학이 일어나기 전 빈의 젬멜바이스(I. Semmel－weiss, 1818-1865)는 손가락의 소독이나 기계·붕대 재료의 소독에 의하여 산욕열의 사망률을 끌어내리는 데에 성공했다. 보스턴의 홈스(O. W. Holmes, 1809-1894)도 같은 지견(知見)을 얻고 있었으나 어느 것이나 일반화하지 않았으며, 이와는 따로 영국의 리스터(J. Lister, 1827-1912)는 파스퇴르의 부패이론을 채용하여 석탄산피복(石炭酸被覆) 붕대의 응용을 거듭하고 다시 수술실과 수술대를 석탄산 용액으로 분무하는 제도를 채용(1865), 공기 살균의 일반 개념을 도입했다. 이 방법은 영국 본국에서는 당초 비판적이었으나 독일에서 보불(普佛)전쟁 개선 부상자에게 시험하여 호성적으로 나타낸 후로 보급되었다.

## 같이 보기
- 마취법
- 살균